# Juan Ruiz Anchía
Juan Ruiz Anchía (Bilbao, Vizcaya, España, 1949) es un fotógrafo cinematográfico.

## Biografía
Se graduó en 1972 en la Escuela Oficial de Cinematografía de Madrid, donde coincidió, entre otros, con Javier Aguirresarobe e Imanol Uribe.
Juan Ruiz Anchía comenzó a trabajar en el cine español en 1971 con el director Joaquín Hidalgo en Noche Oscura Del Alma (1971) y destacó internacionalmente por su trabajo en la película Renacer, de Bigas Luna (1981).
En 1974 consiguió una beca de la Fundación March y viajó a Boston y Nueva York para rodar un corto documental titulado Black Model Art (1975).
Vuelve a España, donde rueda con Jaime Chávarri la primera parte de El desencanto (1976), pero regresa después a los Estados Unidos para ingresar en 1979 en el American Film Institute de Los Ángeles, California, en el que estudia durante dos años hasta obtener el título. Su película tesis en este último, Miss Lonelyhearts, ganó un premio en Cannes y se mostró en el Public Broadcasting Service (PBS).
Su primer proyecto americano, The Woman In The Room (1983), película escrita y dirigida por Frank Darabont, fue la primera adaptación de una historia de Stephen King. A partir de entonces inicia en Hollywood una trayectoria que termina por enraizarlo en el cine y la televisión estadounidenses, incluso en el ámbito del videoclip musical ("Live to Tell" y "Bad Girl" de Madonna). Colabora con varios directores de prestigio, como James Foley.
En 1999 ganó un premio Goya por la fotografía en la película Mararía, de Antonio José Betancor (1998).

## Filmografía principal
- Bunraku (2011)
- I Come with the Rain (2009)
- Dirty Hands (2008)
- Sleepwalking (2008)
- Voces inocentes (2004)
- Spartan (2004)
- Off the Map (2003)
- Confidence (2003)
- The House on Turk Street (2002)
- Focus (2001)
- New Port South (2001)
- El libro de la selva: la aventura continúa (1994)
- Cyndi Lauper: 12 Deadly Cyns...and Then Some (1994) (vídeo «What's Going On?»)
- Mr. Jones (1993)
- A Far Off Place (1993)
- Glengarry Glen Ross (1992)
- Liebestraum (1991)
- Tango desnudo (1991)
- Eligir un amor  (1991)
- The Last of the Finest (1990)
- Lost Angels (1989)
- Things Change (1988)
- La séptima profecía (1988)
- Surrender (1987)
- Casa de juegos (1987)
- Cuando el río baja negro (1986)
- At Close Range (1986)
- Maria's Lovers (1984)

## Premios
Medallas del Círculo de Escritores Cinematográficos
| Año  | Categoría        | Película   | Resultado |
| ---- | ---------------- | ---------- | --------- |
| 2011 | Mejor fotografía | Blackthorn | Ganador   |